# Kenhorst
Kenhorst is een plaats (borough) in de Amerikaanse staat Pennsylvania, en valt bestuurlijk gezien onder Berks County.

## Demografie
Bij de volkstelling in 2000 werd het aantal inwoners vastgesteld op 2679.

## Geografie
Volgens het United States Census Bureau beslaat de plaats een oppervlakte van
1,5 km², geheel bestaande uit land.

## Plaatsen in de nabije omgeving
De onderstaande figuur toont nabijgelegen plaatsen in een straal van 4 km rond Kenhorst.